# 韦谢拉亚洛帕尼农村居民点
韦谢拉亚洛帕尼农村居民点（俄语：Весёлолопанское сельское поселение）是俄罗斯联邦别尔哥罗德州别尔哥罗德区所属的一个农村居民点。其下辖有个居民点，行政中心为韦谢拉亚洛帕尼。据2016年统计，该农村居民点的人口为3225人。